# Marino Puccini
Marino Puccini (Santa Croce sull'Arno, 6 dicembre 1915 – Fucecchio, 24 agosto 2000) è stato un calciatore italiano, di ruolo centrocampista.

## Caratteristiche tecniche
Giocava come mediano.

## Carriera
Nella stagione 1937-1938 gioca con la maglia del Prato in Serie C, ed a fine anno viene ceduto al Messina, con la cui maglia nella stagione 1938-1939 mette a segno 4 gol in 20 presenze, sempre in terza serie. Rimane in Sicilia anche nel corso della stagione 1939-1940, nella quale gioca ancora in Serie C segnando 5 reti in 25 gare.
A fine campionato passa al Savona, società di Serie B; con i liguri fa il suo esordio nella serie cadetta durante la stagione 1940-1941, che la squadra chiude al quarto posto in classifica. Nel corso del campionato Puccini gioca 16 partite e segna anche un gol, trasformando un calcio di rigore il 2 febbraio 1941 in Savona-Alessandria (3-0). Rimane a Savona anche durante la stagione 1941-1942, ancora in Serie B. A fine stagione lascia la squadra per effettuare il servizio militare.
Dopo la fine della Seconda guerra mondiale è tornato a vestire la maglia del Savona, della cui rosa ha fatto parte nel corso della stagione 1946-1947, disputata dai biancoazzurri in Serie B e conclusasi con la retrocessione in Serie C della squadra. Puccini nel corso della stagione gioca stabilmente da titolare, collezionando in totale 41 presenze in campionato.